# Cyathocalyx martabanicus
Cyathocalyx martabanicus är en kirimojaväxtart som beskrevs av Joseph Dalton Hooker och Thomas Thomson. Cyathocalyx martabanicus ingår i släktet Cyathocalyx, och familjen kirimojaväxter. Utöver nominatformen finns också underarten C. m. harmandii.